# Aspasia variegata
Aspasia variegata är en orkidéart som beskrevs av John Lindley. Aspasia variegata ingår i släktet Aspasia och familjen orkidéer. Inga underarter finns listade i Catalogue of Life.

## Bildgalleri

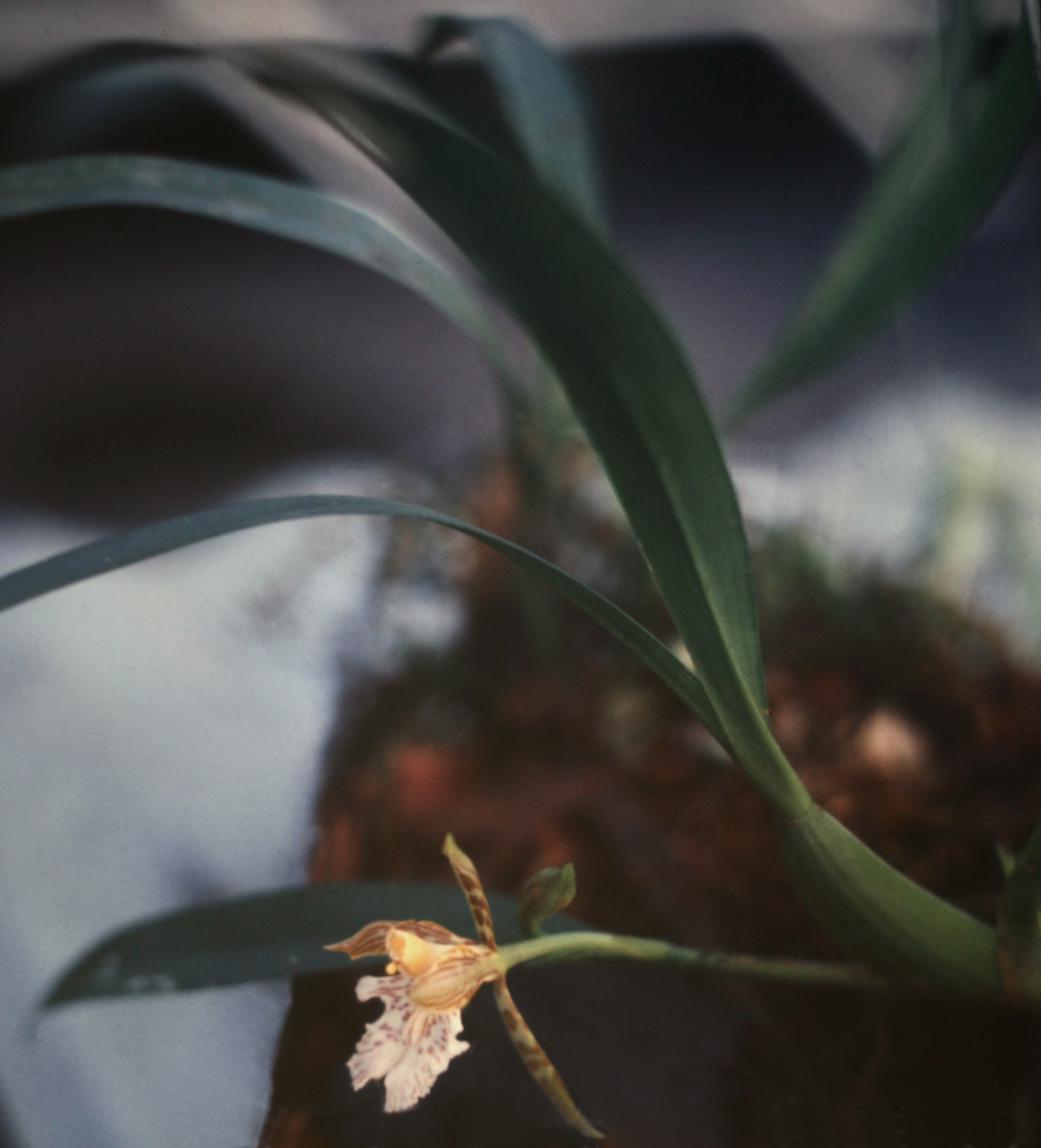
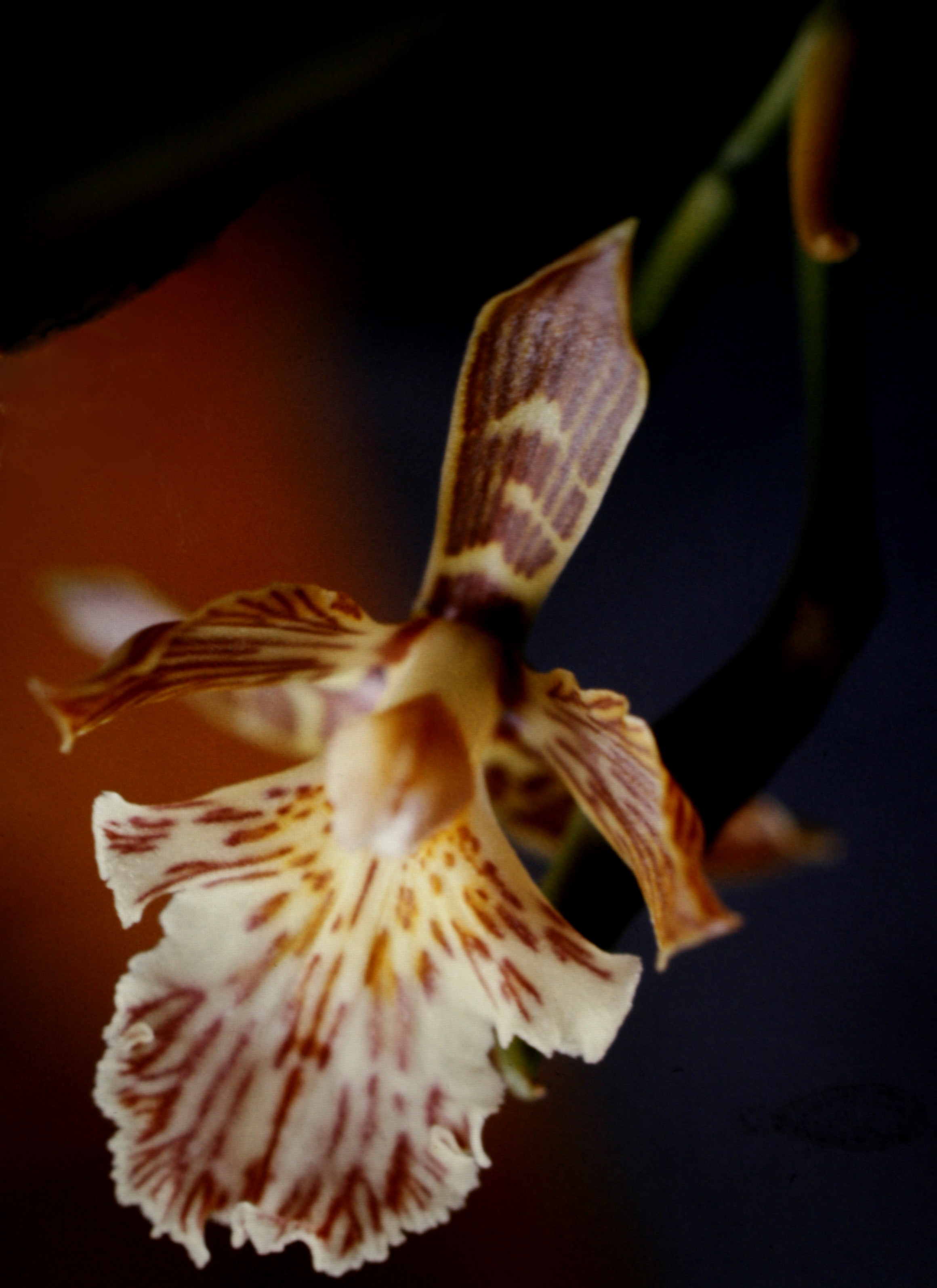
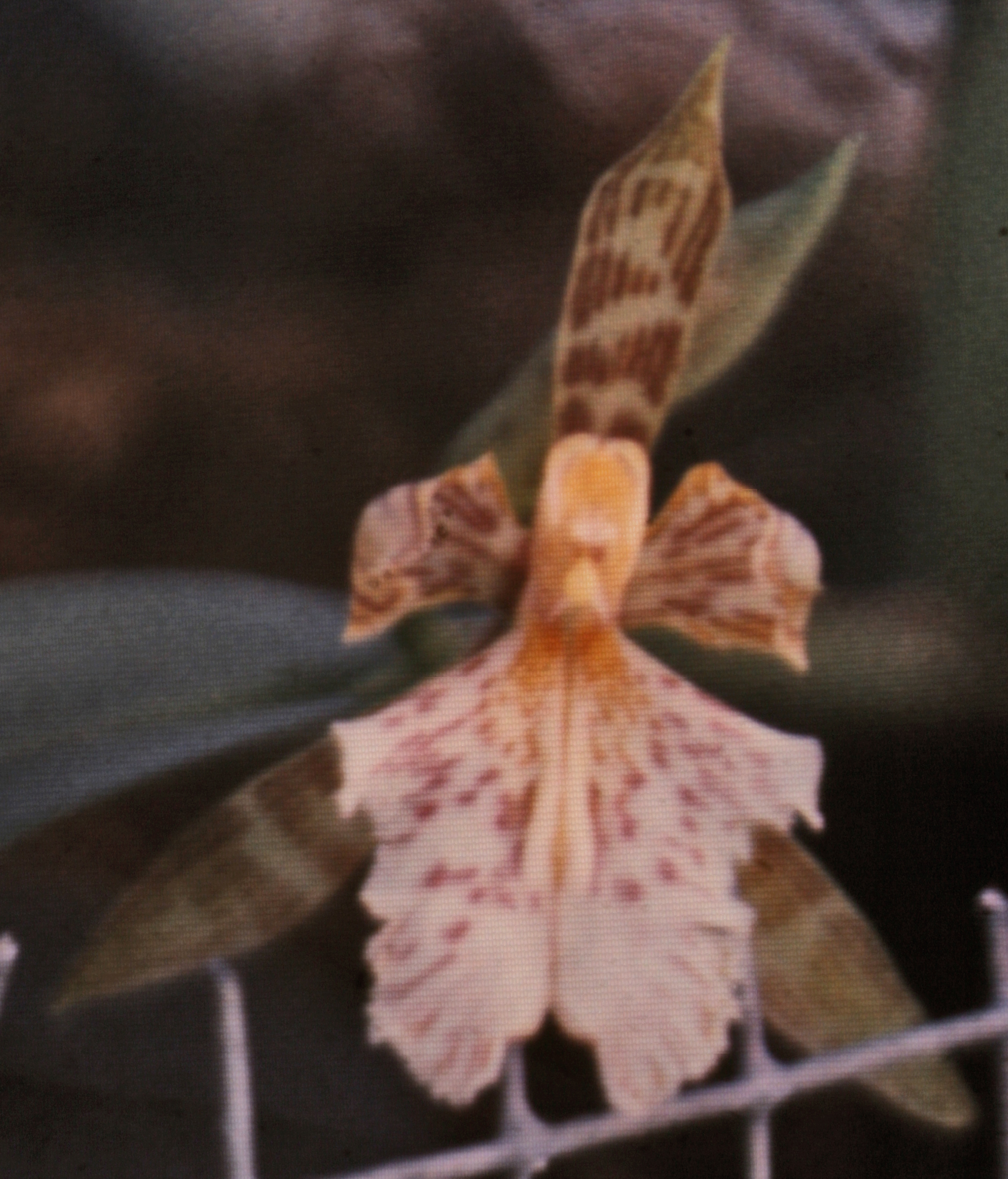
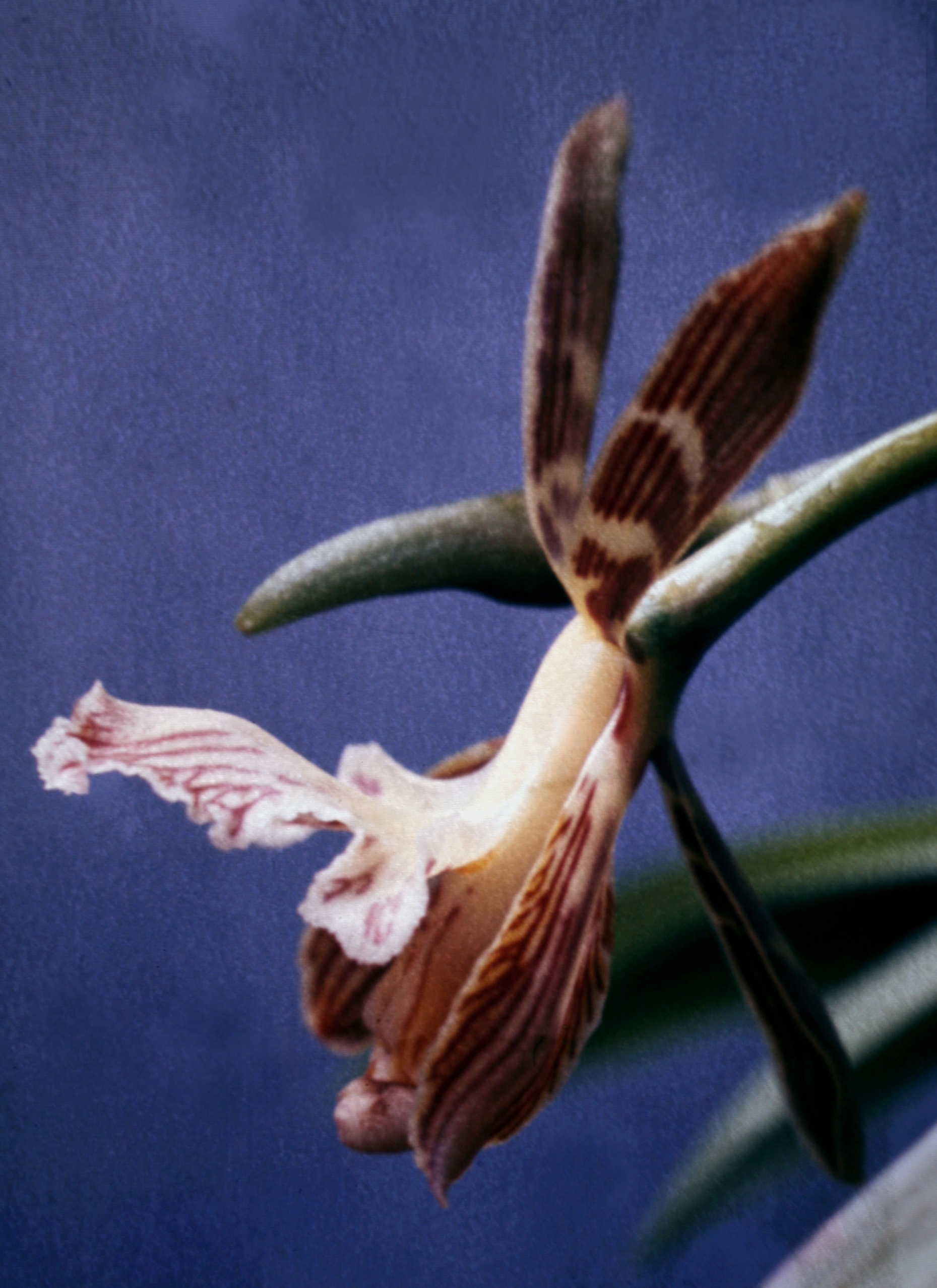
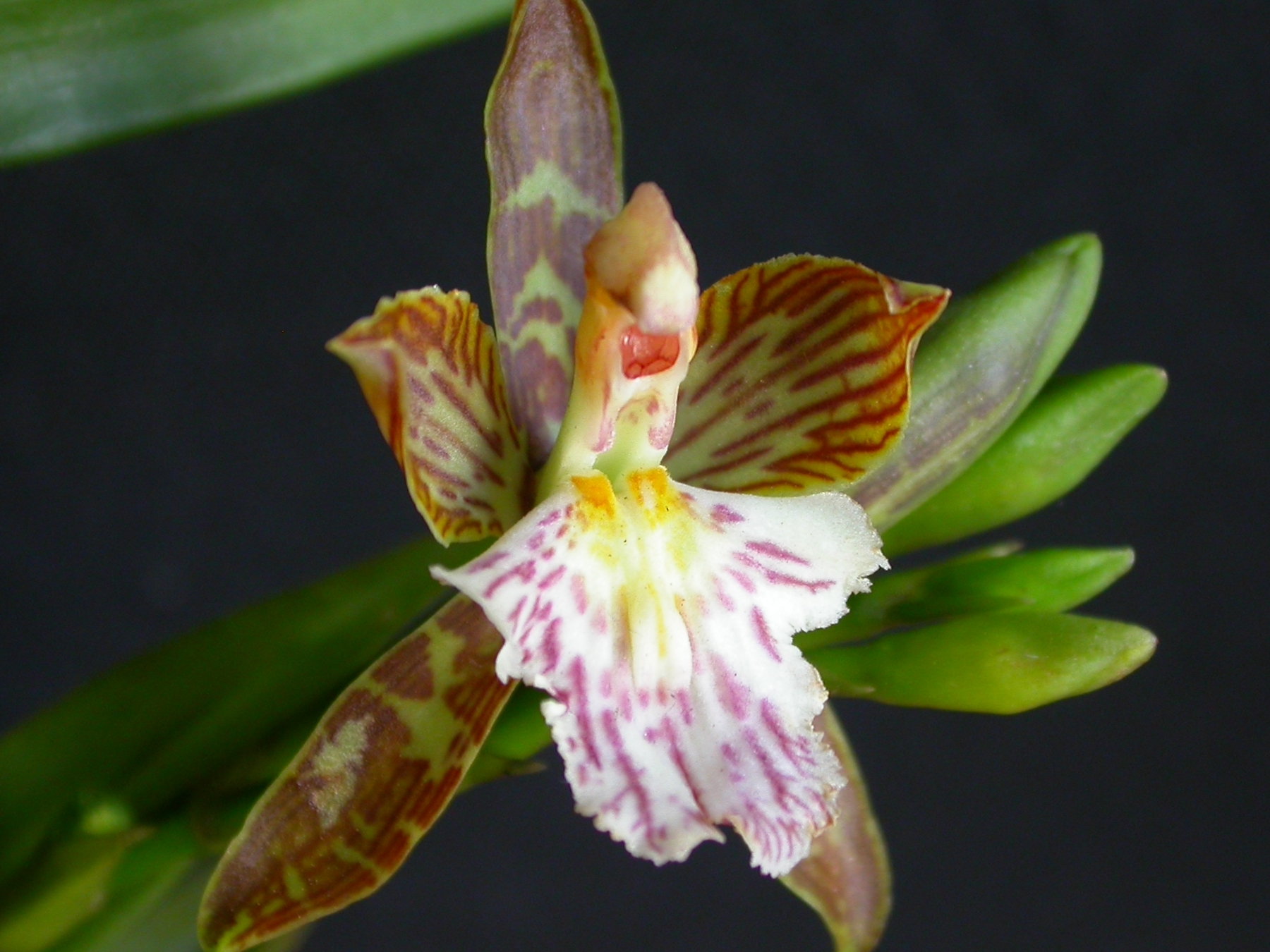
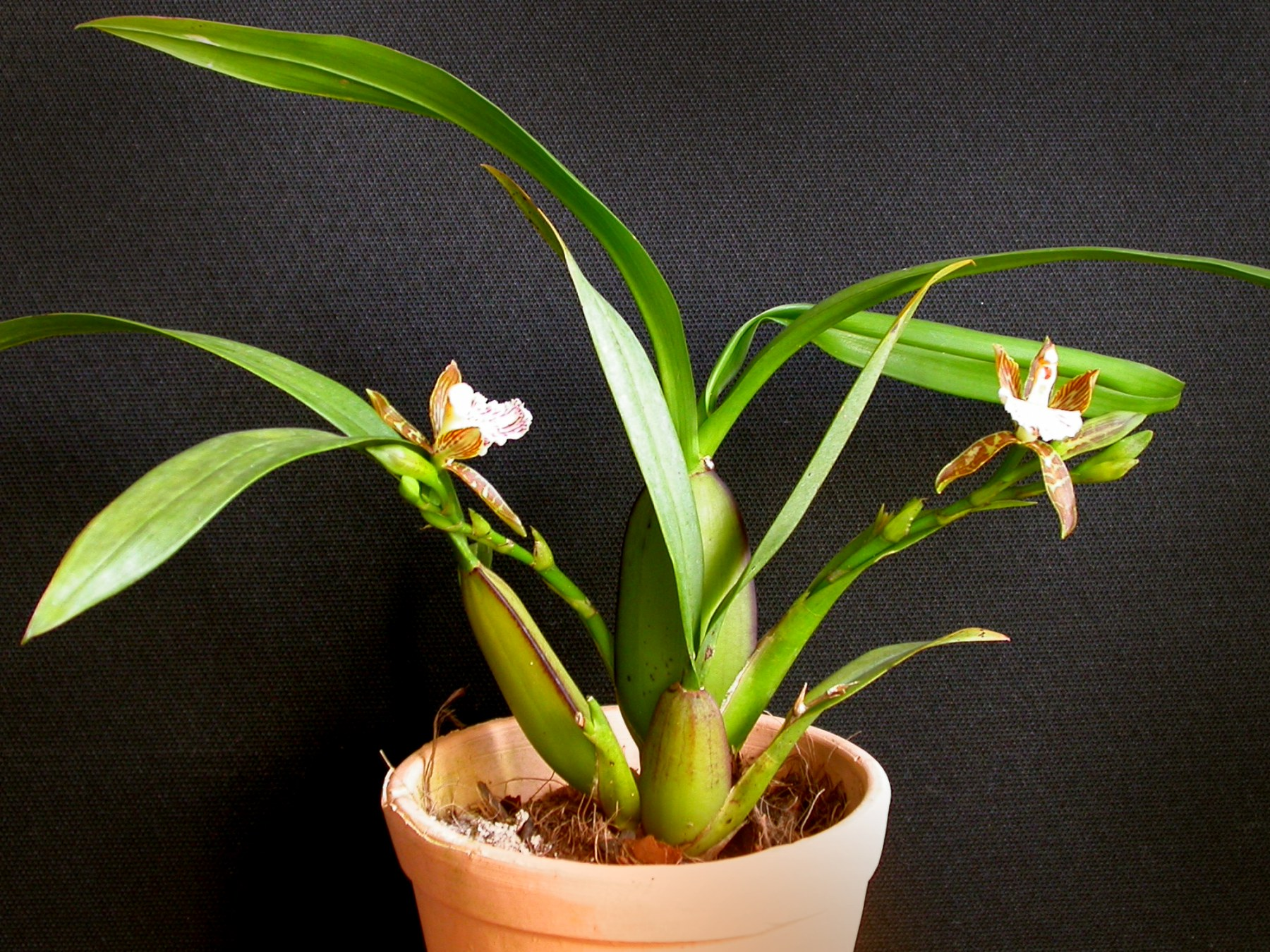